# Zhao Chaojun
Dans ce nom chinois, le nom de famille, Zhao, précède le nom personnel.
Zhao Chaojun, né le 15 janvier 1988, est un haltérophile chinois.

## Biographie
Zhao Chaojun termine 2e des championnats du monde d'haltérophilie 2011 dans la catégorie des moins de 85 kg. Il soulève 378 kg au total.

## Palmarès
- Championnats du monde d'haltérophilie 2011 à Paris
  -  Médaille d'argent en moins de 56 kg.